# زیردریایی کلاس زواردویس
سابمارین کلاس زواردویس (به انگلیسی: Zwaardvis-class submarine) یک کلاس از زیردریایی است که طول آن 66.9 m می‌باشد.